# Dialysegerät
Ein Dialysegerät oder Hämodialysegerät ermöglicht die patientenspezifische Entfernung gelöster Substanzen (z. B. Harnstoff, Kreatinin, Vitamin B12 oder β2-Mikroglobulin) sowie gegebenenfalls eines definierten Wasseranteils aus dem Blut bei Nierenersatzbehandlungen (siehe Dialyse). Dialysegeräte werden sowohl für die Hämodialyse als auch die Hämodiafiltration eingesetzt.

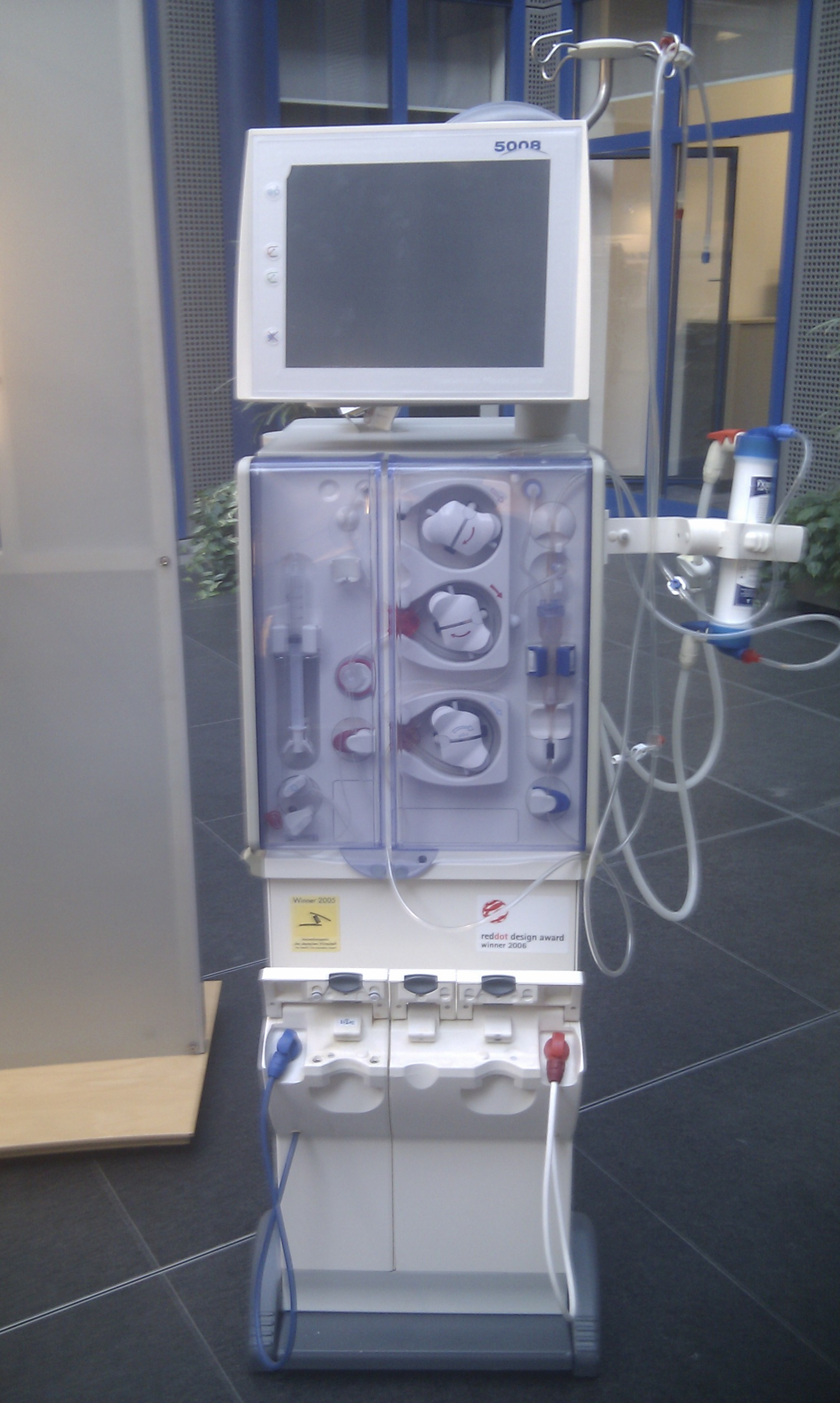
Ein Hämodialysegerät (Modell 5008 von Fresenius)

Dialysegeräte bestehen aus verschiedenen technischen Modulen, die grundsätzlich in zwei verschiedene Funktionsbereiche aufgeteilt werden können.
Bei Geräten zur chronischen Dialyse sind die Wasseraufbereitung und die Bereitstellung von Dialysat sowie deren Bilanzierung ein wesentlicher Funktionsbereich (Hydraulik). Bei Geräten zur Akutdialyse wird diese Funktion durch Bereitstellung von Dialyselösungen (Lösungsbeutel) bereitgestellt. Diese Geräte enthalten keine Hydraulik.
Der zweite Funktionsbereich ist die Blutzirkulation, d. h. das Pumpen des Blutes durch einen extrakorporalen Blutkreislauf mittels einer extrakorporalen Blutpumpe an der Filtermembran (Dialysator, Hämofilter) vorbei, wobei es 1-, 2- und 4-Pumpensysteme gibt. Dabei handelt es sich immer um eine Kombination von Gerät (extrakorporales Blutmodul) und dem geeigneten Blutschlauchsystem (Einmalartikel).
Das Herzstück einer Dialysebehandlung stellt der Dialysator dar, in dem durch eine semipermeable Membran von 1,2 bis 1,8 m² der Stoffaustausch zwischen Blut und Dialysat stattfindet. Das Dialysegerät stellt somit „nur“ die Rahmenbedingungen zur Verfügung, um eine Dialysebehandlung durchzuführen.
Sowohl der Dialysat- als auch der extrakorporale Blutkreislauf setzen sich aus mehreren Einheiten zusammen, die der Vorbehandlung bzw. Nachbereitung dienen. Dialysatseitig wird zunächst im Dialysegerät das in speziellen Wasseraufbereitungsanlagen erzeugte Reinwasser auf physiologische Temperaturen erwärmt, um eine Unterkühlung (Hypothermie) bzw. eine Überhitzung des Patienten zu vermeiden. Eine zusätzliche Entgasung dient der Vermeidung von Gasblasen in der Flüssigkeit, die sich im Dialysator bei Unterdruck ansammeln können und damit die Effektivität des Stoffaustausches reduzieren würden.
Das Dialysat wird aus diesem vorbehandelten Reinwasser unter Zusatz von Elektrolyten und gegebenenfalls von Glucose hergestellt, wobei in der Regel die Zusammensetzung und die Menge der Elektrolyte an den individuellen Bedürfnissen des Patienten ausgerichtet werden.
Ein größerer technischer Aufwand ist für die Regelung der Ultrafiltrationsrate erforderlich, da diese mit Werten von maximal 10 ml/min nur einen Bruchteil des Gesamtdialysatflusses von etwa 500 ml/min ausmacht. Es existieren dazu verschiedene mehr oder weniger komplexe technische Systeme, zum Beispiel das Tank-Rezirkulationssystem oder das Semi-Single-Pass-System, die eine kontinuierlich geregelte Ultrafiltration erlauben. Diese erfolgt im Allgemeinen durch Abzug der gewünschten Rate aus dem Gesamtsystem mittels einer Pumpe. Der daraus resultierende Unterdruck reguliert den Transmembrandruck und damit auch die Ultrafiltrationsrate im Dialysator.
Moderne Dialysegeräte beinhalten ein komplexes Sicherheitssystem, das den Patienten und den Anwender vor Fehlbedienung und fehlerhafter Gerätefunktion schützt und gegebenenfalls die Behandlung unterbricht.
Der extrakorporale Blutkreislauf besteht im Wesentlichen aus einem arteriellen und einem venösen Schlauchsystem, dazwischen sitzt der Dialysator. Im arteriellen Schlauchsystem befinden sich in der Regel
- eine Abnahmestelle für Laborproben
- eine Druckaufnehmereinheit für die arterielle Druckmessung (Druck vor dem Filter)
- ein Pumpenschlauch, der in die Blutpumpe (Schlauchpumpe) eingelegt wird und das Blut fördert.
- ein Schlauchanschluss für eine Heparinzugabe (zum Beispiel Heparinspritze)
- ein Blasenfänger zum Abfangen von Luftblasen im arteriellen Schlauchsegment

Das venöse Schlauchsystem (nach dem Dialysator), welches das Blut wieder dem Patienten zuführt, enthält in der Regel:
- einen Zugang für Medikamente
- einen Blasenfänger
- eine Druckaufnehmereinheit zur venösen Druckmessung (Druck nach dem Filter)
- einen Luftdetektor zum Erkennen von Luft im Schlauchsystem
- eine Absperrklemme, um den Patienten im Fehlerfall venös abzuklemmen

Eine Alternative zu Heparin stellt die Citrat-und-Calcium-Antikoagulation dar, die zusätzliche Elemente im Schlauchsystem und Komponenten am Gerät erfordert (siehe Citratantikoagulation).
Zur Sicherstellung einer für den Patienten gefahrlosen Behandlung sind in das Dialysegerät verschiedene Mess- und Überwachungseinrichtungen integriert. So erfolgt beispielsweise die Überprüfung der Blutleckage im Dialysator durch Messen der Eintrübung des Dialysats mittels optischer Methoden. Darüber hinaus werden Sensoren zur Temperatur-, Druck-, Volumenstrom- und Leitfähigkeitsmessung eingesetzt.
Moderne Dialysegeräte erlauben zudem das Abfahren patientenspezifischer Profile mit z. B. über der Zeitdauer einer Dialysebehandlung variierender Dialysatzusammensetzung oder mit einer ebenfalls zeitlich variierenden Ultrafiltrationsrate, die sich am gemessenen relativen Blutvolumen des Patienten orientiert.

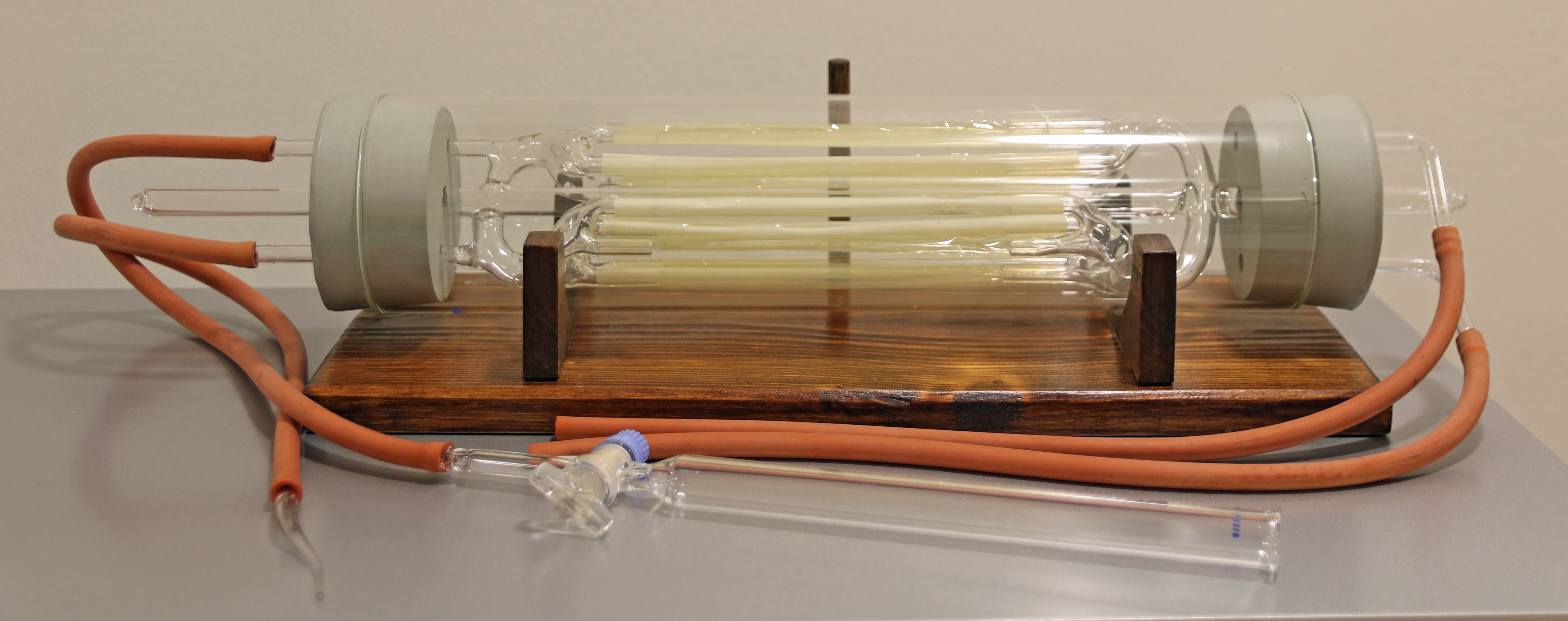
Erste künstliche Niere 1913 von J. J. Abel, L. G. Rountree und B. B. Turner (Nachbau)
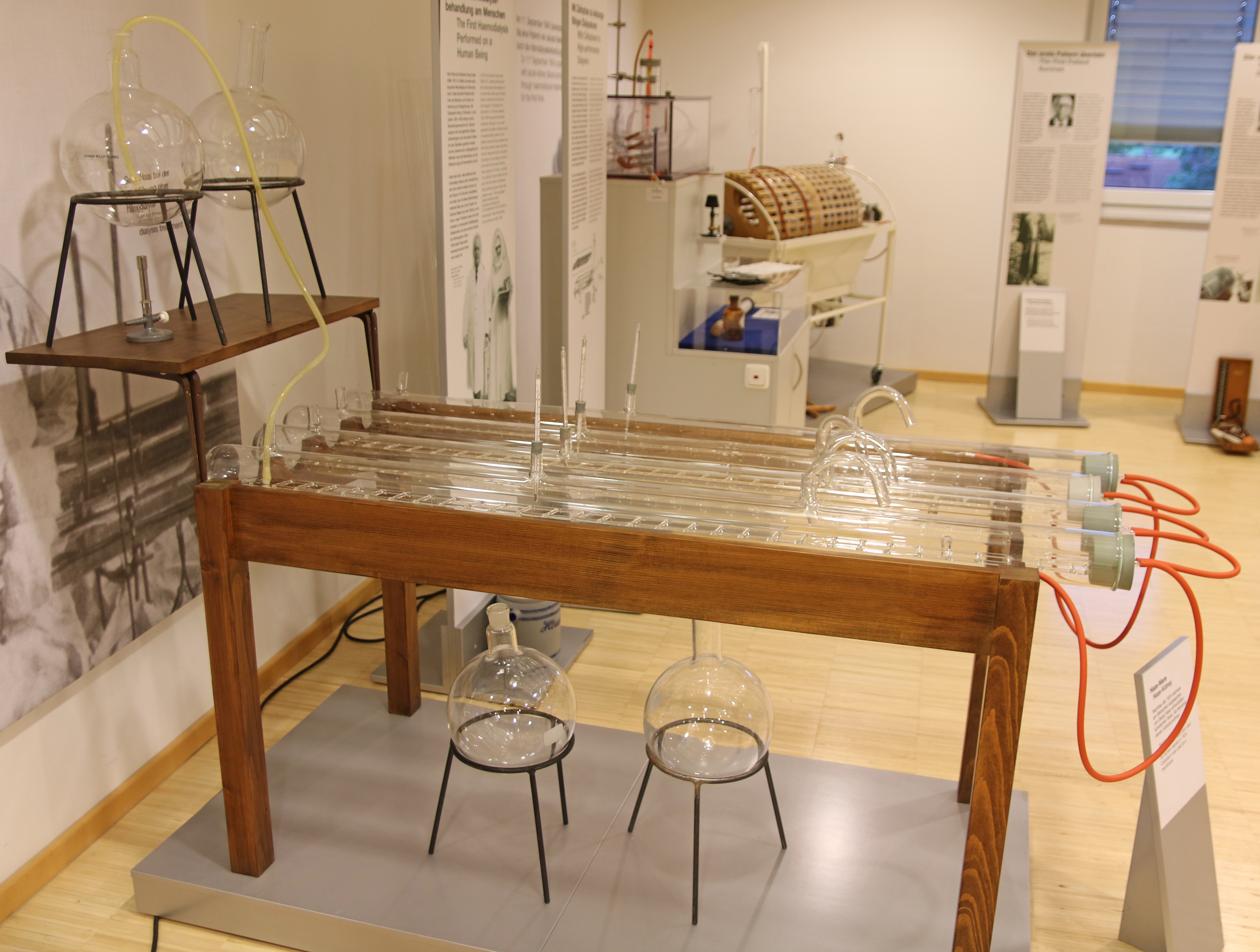
Erste am Menschen verwendete künstliche Niere 1924 von Georg Haas (Nachbau)
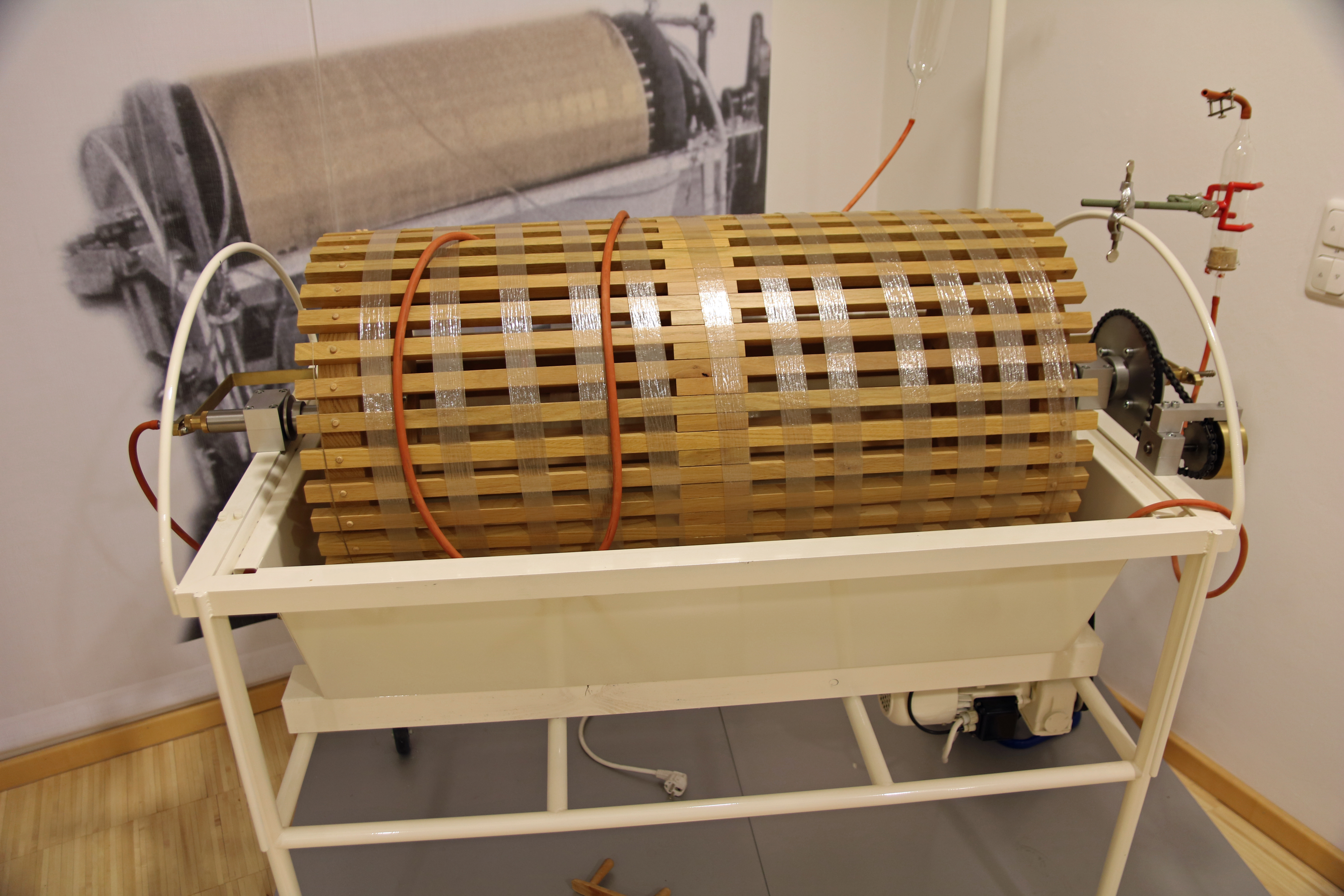
Erste am Menschen eingesetzte künstliche Niere von Willem Kolff 1945 (Nachbau)
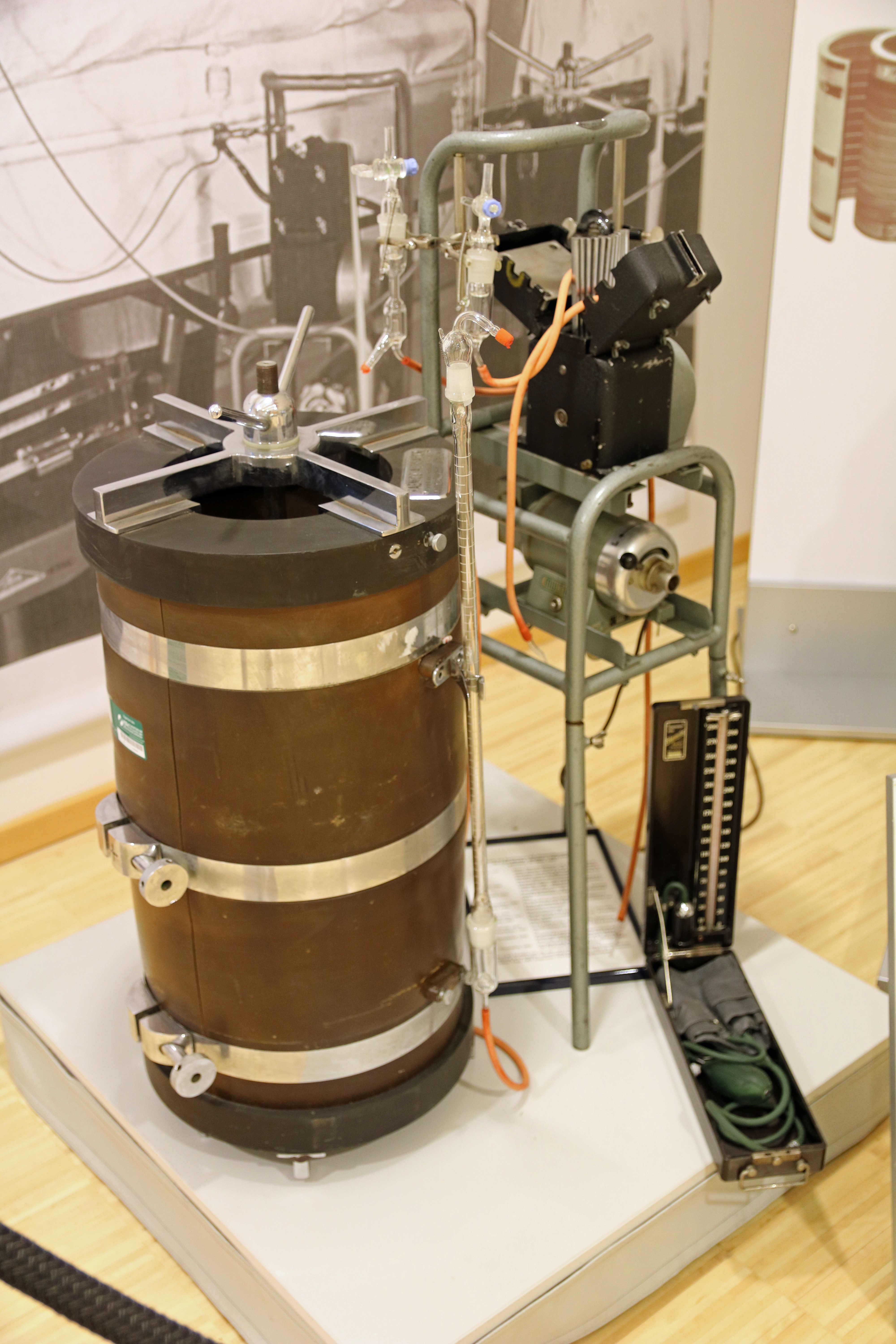
Moeller-Niere Typ III aus dem Jahre 1955
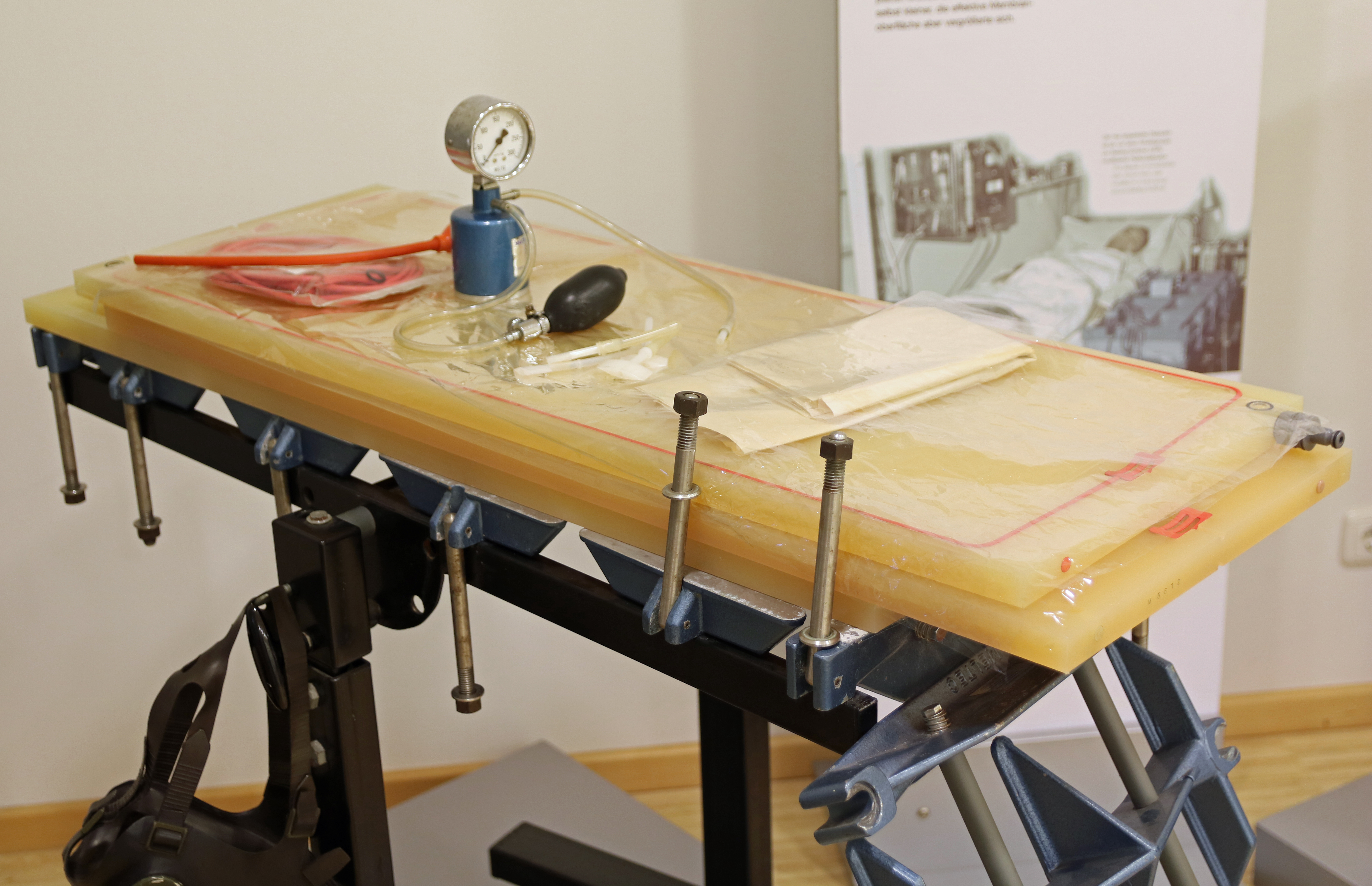
Plattendialysator nach Frederik Kiil
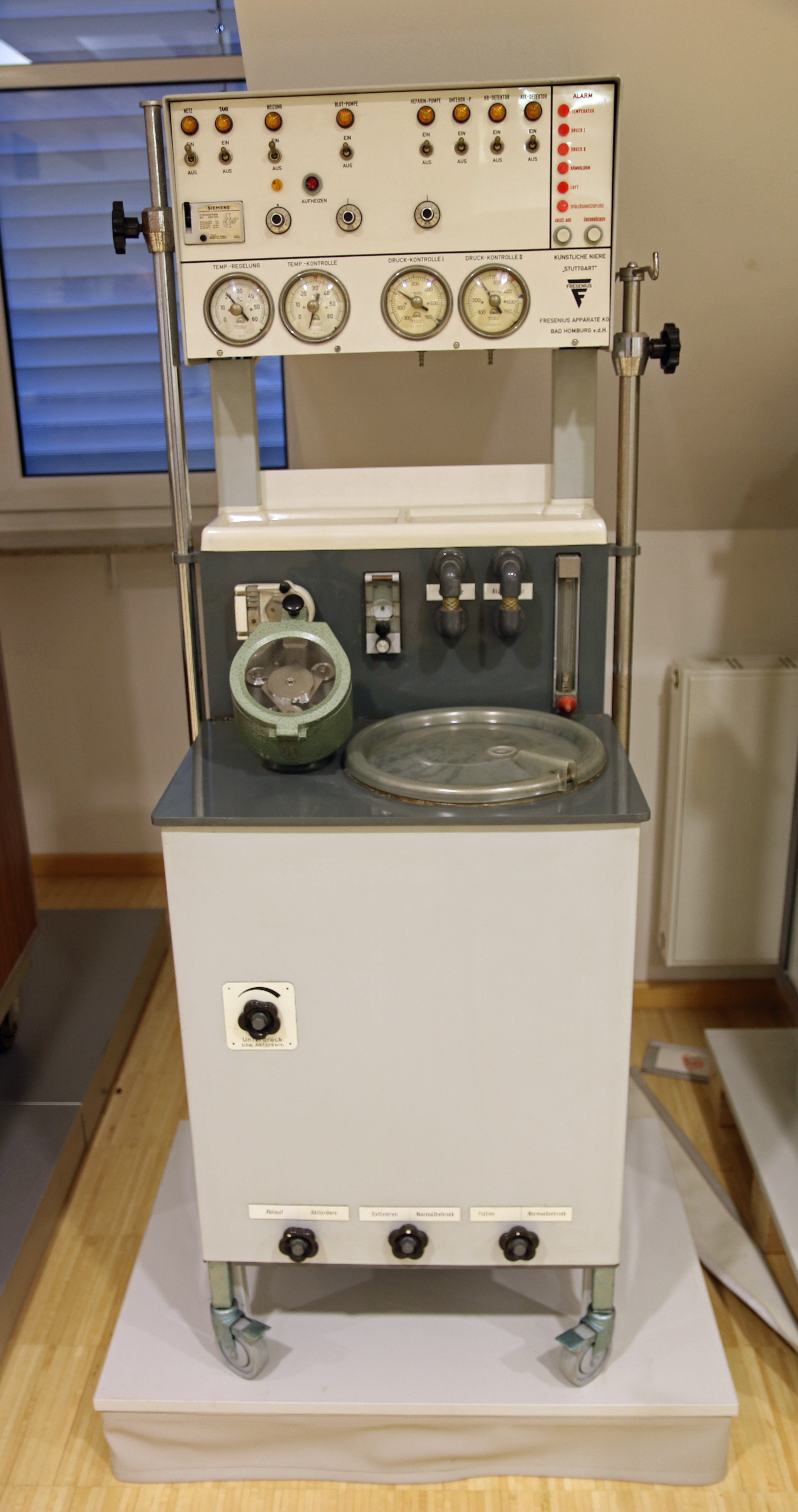
„Stuttgart-Niere“ aus dem Jahre 1970